# Radelj (otok)
Koordinati:   43°50′33″N, 15°34′01″E
Radelj je nenaseljen otoček v šibeniškem arhipelagu. Otoček leži med otokom Murter ter otočkoma Arta Velika in Arta Mala. Njegova površina je 0,54 km². Dolžina obale meri 3,42 km. Najvišji vrh je visok 66 mnm.